# Коротков, Иван Иванович
Иван Иванович Коротков (26 апреля [8 мая] 1885, Турсино, Владимирская губерния — 14 ноября 1949, Москва) — советский партийный и государственный деятель.
Член КПСС с 1905, член ЦК РКП(б) в 1922—1924, член ЦКК в 1924—1934, член КПК в 1934—1939, кандидат в члены Оргбюро ЦК с 25.09.23 по 23.05.24.
В 1939—1944 гг. директор Государственного музея изобразительных искусств им. А. С. Пушкина.

## Биография
Родился в дер. Турсино Владимирской губернии. Русский. Окончил земское училище.
В 11 лет был отдан «в люди», к маляру-живописцу. В 16 лет перешёл к опытному иконописцу, освоил иконописное мастерство. Согласно официальной биографии — с 1899 года работал маляром.
В 1905 году вступил в РСДРП, большевик. Участвовал в событиях 1905-07 в Иваново-Вознесенске. Неоднократно арестовывался. В 1913 сослан, в 1916 освобождён. В 1917 году стал членом Ярославского комитета РСДРП(б).
С 1918 года председатель Тейковского уездного комитета партии и исполкома, зам. председателя Иваново-Вознесенского губисполкома, затем зав. отделом, с 1921 г. ответственный секретарь губкома партии.
В 1918 году поселок Тейково получил статус города во многом благодаря И. И. Короткову.
В 1923—1924 зав. организационно-инструкторским отделом ЦК РКП(б). 25.9.1923 — 23.5.1924 кандидат в члены Оргбюро ЦК.
После 1924 года более 15 лет служил в органах партконтроля: в 1924-34 член Президиума ЦКК.
26 января—10 февраля 1934 года делегат XVII съезда ВКП(б) с решающим голосом от Восточно-Сибирской парторганизации.
В 1934-39 годах член Комиссии партийного контроля при ЦК ВКП(б).
Избирался членом ВЦИК и ЦИК СССР.
В 1939 году на несколько месяцев был отстранен от работы.
В 1939—1944 гг. директор Государственного музея изобразительных искусств им. А. С. Пушкина.
С 1944 на пенсии. Какое-то время жил в Новосибирске, где хранились музейные ценности эвакуированного музея. После войны вернулся в Москву, где жил на улице Серафимовича в так называемом Доме на набережной.
Умер 14 ноября 1949 в Москве. Похоронен на Новодевичьем кладбище.